# Ville-en-Selve
Ville-en-Selve è un comune francese di 327 abitanti situato nel dipartimento della Marna nella regione del Grand Est.

## Società

### Evoluzione demografica
Abitanti censiti